# Nature Reviews Neuroscience
Nature Reviews Neuroscience é uma revista de análises sobre neurociência. Foi lançado em 2000 e é publicado pela Nature Research, uma divisão da Springer Nature.
A Nature Reviews Neuroscience é indexada pelo ISI e possui um fator de impacto de 33.162 a partir de 2018, ocupando o primeiro lugar na categoria "Neurociências".